# براندون جاي
براندون جاي (بالإنجليزية: Brandon Jay)‏ هو رائد أعمال أمريكي، ولد في 11 سبتمبر 1984 في كولومبيا في الولايات المتحدة.